# Учене през целия живот (програма)
Програмата „Учене през целия живот“ 2007-2013 г. (преди позната като „Интегрирана програма за действие в областта на ученето през целия живот“ или „Интегрирана програма“) е програма на Европейски съюз за образование и обучениe.

## История
Програмата за „Учене през целия живот“ е създадена с Решение № 1720/2006/EC на Европейския парламент и на Съвета от 15 ноември 2006 година. Тя е единсвеният финансов инструмент под юрисдикцията на Европейската комисия, който създава образователни политики. Програмата продължава основните дейсности, предприети в рамките на предишните програми за действие (по-специално, той обединява различни действия, финансирани по програмата Сократ и Леонардо да Винчи). Днес проекта има шест подпрограми:
- Коменски (програма) – подкрепя училищни дейности.
- Леонардо да Винчи (програма) – поддържа дейности, свързани с професионалното образование и обучение.
- Еразъм (програма)‎ – подпомага младежката мобилност, както и партньорството между университети и колежи от различни държави.
- Грюндвиг (програма) – подпомага дейности, свързани с образование на възрастни.
- „Общата програма“ – Тя допълва основните подпрограми на програмата „Учене през целия живот“, за да се гарантира, че те постигат най-добри резултати. Програмата е фокусирана върху политическото сътрудничество, езиците, информационните и комуникационните технологии, ефективност от разпространението и използването на резултатите от проекта.((en))
- Жан Моне – подкрепя институции и дейности, засягащи европейската интеграция. ((en))

## Цели
Програмата има за цел да подкрепи развитието на качествено обучение през целия живот и следователно да помогне на държавите членки да развият собствени качествени образователни системи. Макар целите да са изразени абстрактно, те са подкрепени от действия, които се концентрират върху създаването на връзки между хора, институции и държави в областта на образованието и обучението – това, което програмата описва като „европейско измерение“.

## Финансиране
Програмата разполага с общ бюджет от €6,9 млрд. за послдните седем години (2007-2013). Средствата за всяка от четирите големи програми за целия период са разпределени, приблизително както следва:
- Коменски: 13% (€ 906 млн.)
- Еразъм: 40% (€ 2,7 млрд.)
- Леонардо да Винчи: 25% (€ 1,7 млрд.)
- Грюндвиг: 4% (€ 279 млн.)

Оставащият бюджет е предвиден за други дейности и административни разходи. Опитът от предишни програми предполага, че окончателният седемгодишен бюджет леко ще превишави текущата прогноза.